# Asplenium cornutissimum
Asplenium cornutissimum là một loài dương xỉ trong họ Aspleniaceae. Loài này được X.C.Zhang & R.H.Jiang mô tả khoa học đầu tiên năm 2011.
Danh pháp khoa học của loài này chưa được làm sáng tỏ. 